# Acheux-en-Amiénois
Acheux-en-Amiénois är en kommun i departementet Somme i regionen Hauts-de-France i norra Frankrike. Kommunen ligger i kantonen Acheux-en-Amiénois som tillhör arrondissementet Amiens. År 2022 hade Acheux-en-Amiénois 584 invånare.

## Befolkningsutveckling
Antalet invånare i kommunen Acheux-en-Amiénois
| Referens: INSEE |